# Поплавка (Житомирская область)
Поплавка (укр. Поплавка) — село на Украине, находится в Пулинском районе Житомирской области.
Код КОАТУУ — 1825486203. Население по переписи 2001 года составляет 73 человека. Почтовый индекс — 12043. Телефонный код — 4131. Занимает площадь 0,698 км².

## Адрес местного совета
12022, Житомирская область, Пулинский р-н, с. Ялыновка, ул. Первого Мая, 1